# Stantonia sauteri
Stantonia sauteri är en stekelart som beskrevs av Watanabe 1932. Stantonia sauteri ingår i släktet Stantonia och familjen bracksteklar. Inga underarter finns listade i Catalogue of Life.